# جائزة إسبانيا الكبرى 1969
جائزة إسبانيا الكبرى 1969 هو سباق فورمولا 1 أقيم بتاريخ 4 مايو 1969 في برشلونة، منطقة كتالونيا، إسبانيا. كان الثاني من أصل 11 في بطولة العالم لسباقات الفورمولا واحد موسم 1969. حلّ البريطاني جاكي ستيورات أولا بينما جاء النيوزلندي بروس ماكلارين في المركز الثاني.